# 小松島市ミリカホール
小松島市ミリカホール（こまつしましミリカホール）は、徳島県小松島市小松島町にある多目的ホール。

## 沿革
- 1999年（平成11年）4月1日 - オープン[1]。

## 施設
- 客席：可動席220席、固定席88席、母子室6席、身障者専用車イス用スペース6席
- ステージ：間口13.5m、高さ7m、奥行き8.9m
- 舞台設備：音響反射板、スクリーン、昇降ステージ

## 交通
- JR牟岐線「南小松島駅」より徒歩約10分。